# Kapelusz pełen deszczu
 Kapelusz pełen deszczu (ang. A Hatful of Rain) – amerykański film z 1957 roku w reżyserii Freda Zinnemanna.

## Nagrody i nominacje
| 18. MFF w Wenecji                      | 18. MFF w Wenecji      | 18. MFF w Wenecji |
| nazwa nagrody                          | Wygrane                | Nominacje         |
| -------------------------------------- | ---------------------- | ----------------- |
| Puchar Volpiego dla najlepszego aktora | 1957 Anthony Franciosa | wygrana           |

| Nazwa nagrody | Wygrane            | Nominacje |
| ------------- | ------------------ | --- |
| Oscar         | 1958 bez rezultatu | 1958 Najlepszy aktor pierwszoplanowy Anthony Franciosa                                                                          |
| Złoty Glob    | 1958 bez rezultatu | 1958 Najlepszy aktor w dramacie Anthony Franciosa Najlepsza aktorka w dramacie Eva Marie Saint Najlepszy reżyser Fred Zinnemann |
| BAFTA         | 1958 bez rezultatu | 1958 Najlepsza aktorka zagraniczna Eva Marie Saint                                                                              |
| DGA           | 1958 bez rezultatu | 1958 Najlepsze osiągnięcie reżyserskie w filmie fabularnym Fred Zinnemann                                                       |